# Joe Hill (escritor)
Joseph Hillstrom King, conocido como Joe Hill (Hermon, Maine; 4 de junio de 1972),es un escritor estadounidense y creador de cómics, afamado por renovar los géneros de terror, fantasía oscura y ciencia ficción.
Es el segundo hijo de los autores Stephen y Tabitha King. Su hermano menor, Owen King, también es escritor.

## Biografía

### Primeros años
Joe Hill nació en 1972 siendo hijo de los escritores Tabitha y Stephen King. Nació en Hermon, Maine y creció en Bangor, Maine. Su hermano menor Owen King también es escritor. Tiene una hermana mayor, Naomi King.
A los 9 años, apareció en la película de 1982 Creepshow, dirigida por George A. Romero, que coprotagonizaba y fue escrita por su padre.

### Carrera
Hill escogió usar una forma abreviada de su nombre de pila (una referencia al líder obrero ejecutado Joe Hill) en 1997, a partir del deseo de tener éxito basado solamente en sus propios méritos, en lugar de como el hijo de Stephen King. Después de lograr un grado de éxito independiente, Hill públicamente reveló su identidad en 2007 después de que un artículo el año anterior en la revista estadounidense Variety revelase su identidad.
Joe Hill es el último destinatario de las becas de la Comunidad Ray Bradbury. También ha recibido los premios William L. Crawford al mejor nuevo escritor de fantasía en 2006, A. E. Coppard Long Fiction Prize en 1999 para "Mejor Que El Hogar" (Better Than Home) y el 2006 World Fantasy Award por Mejor Novela "Compromiso Voluntario" (Voluntary Committal). Sus historias han aparecido en una variedad de revistas, como la Revista Subterránea (Subterranean Magazine), Posdatas (Postscripts) y Altas Planos Literarias (The High Plains Literary Review), y en muchas antologías, incluyendo "El Gran Libro de lo Mejor del Nuevo Horror (The Mammoth Book of Best New Horro) (ed. Stephen Jones), y "La Mejor Fantasía y Horror del Año (The Year's Best Fantasy and Horror) (ed. Ellen Datlow, Kelly Link & Gavin Grant).
Hill es también un gran amante de los cómics y novelas gráficas. Gracias a la ayuda del dibujante chileno Gabriel Rodríguez y sus propios guiones, ambos comenzaron en el año 2008 el proyecto de creación de una serie de cómics llamada Locke & Key. Dichos cómics han sido publicados por IDW Publishing en Estados Unidos, por Editorial Panini en España y la Editorial Arcano IV en Chile.

### Vida personal
En 1999, Joe Hill se casó con Leandora King, a quien conoció en Vassar College. Tuvieron tres hijos, el mayor de ellos Ethan King, ahora actor. La pareja se divorció en 2010. En 2018, se casó con la editora Gillian Redfearn de Gollancz Publishing.

## Obra

### Novelas
- El traje del muerto (Heart-Shaped Box) (2007)
- Cuernos (Horns) (2010)
- NOS4A2 (2013)
- Fuego (The fireman) (2016)

### Cuentos
Colecciones:
- Fantasmas (20th Century Ghosts) (2005), colección de 18 cuentos:
"Best New Horror", "20th Century Ghost", "Pop Art", "You Will Hear The Locust Sing", "Abraham's Boys", "Better Than Home", "The Black Phone", "In The Rundown", "The Cape", "Last Breath", "Dead-Wood", "The Widow's Breakfast", "My Father's Mask", "Voluntary Committal", "Bobby Conroy Comes Back From The Dead", "The Saved", "The Black Phone: The Missing Chapter", "Scheherazade's Typewriter"
El primer libro de Hill, la edición limitada "Fantasmas" (20th Century Ghosts) publicado en 2005 por PS Publishing, mostraba catorce de sus pequeñas historias y ganó el premio Bram Stoker Award para la Mejor Colección de Ficción (Best Fiction Collection), junto con el Premio Británico de Fantasía British Fantasy Award por la Mejor Colección (Best Collection) y por Mejor Historia Corta (Best Short Story) por "Lo Mejor del Nuevo Horror" (Best New Horror). En octubre de 2007, la corriente principal de sus publicadores de Hill en EE. UU. y Reino Unido son la reimpresión de Fantasmas del siglo XX (20th Century Ghosts), sin los extras publicados en las 2005 versiones de Caja Protectora (Box Slipcased).[3]
- Tiempo extraño (Strange Weather) (2017), colección de 4 novelas cortas:[4]
"Snapshot", "Loaded", "Aloft", "Rain"
- A tumba abierta (Full Throttle) (2019), colección de 4 cuentos y 10 novelas cortas:
"Throttle" (novela corta, con Stephen King), "Dark Carousel" (novela corta), "Wolverton Station", "By the Silver Water of Lake Champlain" (novela corta), "Faun" (novela corta), "Late Returns" (novela corta), "All I Care About Is You" (novela corta), "Thumbprint" (novela corta), "The Devil on the Staircase", "Twittering from the Circus of the Dead", "Mums" (novela corta), "In the Tall Grass" (novela corta, con Stephen King), "You Are Released" (novela corta), "A Little Sorrow"

No publicados en colecciones:
- "The Lady Rests" (1997)
- "The Collaborators" (1998)
- "Jude Confronts Global Warming" (2007)
- "Gunpowder" (2008), novela corta

### Cómics
- Locke & Key (2008–2013), ilustrado por Gabriel Rodríguez
- Kodiak (2010), one-shot, coescrito con Jason Ciaramella e ilustrado por Nat Jones
- Serie La Capa (The Cape), coescrita con Jason Ciaramella, basada en el cuento "The Cape"::[5]
  1. La Capa (The Cape) (2007):
The Cape (2010), one-shot
The Cape (2011), miniserie
  2. La Capa 1969 (The Cape: 1969) (2012), precuela, miniserie, ilustrada por Nelson Daniel
  3. The Cape: Fallen (2018), miniserie, ilustrada por Zach Howard
- Thumbprint (2013), coescrito con Jason Ciaramella
- Espectro, o Wraith. Espectro (Wraith: Welcome to Christmasland) (2014), miniserie, ilustrada por C. P. Wilson III
- Shadow Show: Stories in Celebration of Ray Bradbury: "By the Silver Water of Lake Champlain" (2014), one-shot, adaptado por Jason Ciaramella, ilustrado por C. P. Wilson III
- Tales from the Darkside (2016), ilustrado por Gabriel Rodríguez
- Un cesto lleno de cabezas (Basketful of Heads) (2019), miniserie, ilustrada por Leomacs
- Plunge (2019), miniserie, ilustrada por Stuart Immonen
- Sea Dogs (2019), miniserie
- Dying is Easy (2020), ilustrado por Martin Simmonds

### Poemas
- "The Sundial Man" (2010)[6]

### No ficción
- A Little Silver Book of Sharp Shiny Slivers (2017), colección de ensayos

### Otros trabajos
El 23 de septiembre de 2007 en la 31a. Conveción Fantasycon, la Sociedad Británica de Fantasía (British Fantasy Society) adjudicó a Hill el primer premio Sydney J. Bounds Best Newcomer Award. La primera venta profesional de Hill fue en 1997.
Entre sus trabajos aún no publicados esta uno parcialmente completado con su padre, "Pero Sólo La Oscuridad Me Ama" (But Only Darkness Loves Me) el cual se apoya con los trabajos de Stephen King en la Unidad de Colecciones Especiales (Special Collections Unit) de la Biblioteca de Raymond H. Fogler en la Universidad de Maine en Orono, Maine.

## Adaptaciones
- Pop Art (2008), cortometraje dirigido por Amanda Boyle, basado en el cuento "Pop Art"
- Abraham's Boys (2009), cortometraje dirigido por Dorothy Street, basado en el cuento "Abraham's Boys"
- Locke & Key (2011), episodio piloto dirigido por Mark Romanek, basado en el cómic Locke & Key
- Cuernos (2013), película dirigida por Alexandre Aja, basada en la novela Cuernos
- Locke & Key (2017), episodio piloto, basado en el cómic Locke & Key
- En la hierba alta (2019), película dirigida por Vincenzo Natali, basada en la novela corta "En la hierba alta"
- "By the Silver Water of Lake Champlain" (2019), segmento de la serie Creepshow, dirigido por Tom Savini, basado en la novela corta "By the Silver Water of Lake Champlain"
- NOS4A2 (2019-2020), serie creada por Jami O'Brien, basada en la novela NOS4A2
- Locke & Key (2020), serie creada por Carlton Cuse, Meredith Averill y Aron Eli Coleite, basada en el cómic Locke & Key
- "Twittering from the Circus of the Dead" (2020), segmento de la serie Creepshow, dirigido por Greg Nicotero, basado en el cuento "Twittering from the Circus of the Dead"
- The Black Phone (2021), película dirigida por Scott Derrickson, basada en el cuento "The Black Phone"
- "Mums" (2021), segmento de la serie Creepshow, dirigido por Rusty Cundieff, basado en la novela corta cuento "Mums"

## Curiosidades
- Entre su serie de cómics, Locke & Key, Hill comenta que su llave favorita es la "Ghost Key" (Llave fantasma)
- Su libro favorito es la novela True Grit, escrita en 1968 por Charles Portis.
- Hill es un gran amante del cine de terror y Serie B al igual que su padre, Stephen King. Ha llegado a considerar a Tiburón como la mejor película que ha visto.
- Es coleccionista de tazas de té y cualquier objeto que tenga tentáculos.[2]